# Градусов, Борис Петрович
Борис Петрович Градусов (24 февраля 1932, СССР — 2 сентября 2010, Москва) — советский и российский учёный-минералог и почвовед, заслуженный деятель науки Российской Федерации, доктор сельскохозяйственных наук, профессор, заведующий Лабораторией минералогии и микроморфологии почв Почвенного института имени В. В. Докучаева, специалист по глинистой минералогии почв.

## Биография
Родился 24 февраля 1932 года в СССР[уточнить].
В 1956 году окончил Московский государственный университет им. М. В. Ломоносова. Затем всю жизнь проработал в Почвенном институте имени В. В. Докучаева в Москве. Был заведующим Лабораторией минералогии и микроморфологии почв.
Проводил рентгеноструктурные, термические и электронно-микроскопические исследования почв и почвообразующих горных пород.
В 1963 году защитил кандидатскую диссертацию на тему: «Глинистые минералы в подзолистых почвах на различных почвообразующих породах».
В 1981 году защитил докторскую диссертацию по теме «Глинистые минералы основных типов почв земледельческих областей СССР».
Изучал кристаллохимические особенности минералов почв и кор выветривания и их связь с плодородием.
Скоропостижно скончался 2 сентября 2010 года в Москве. Похоронен на Рогожском кладбище.